# Dimitri Petratos
Dimitrios „Dimitri“ Petratos (* 10. November 1992 in Sydney) ist ein australisch-griechischer Fußballspieler.

## Karriere

### Jugendzeit
Petratos stammt aus einer Fußballerfamilie, sein Vater Evangelos war in der National Soccer League aktiv und beiden spielten in den Jahren 2009 und 2010 gemeinsam bei Penrith Nepean United bzw. Sydney Olympic in der NSW Premier League. Petratos besuchte die renommierte Westfields Sports High School und wurde während seiner Jugendzeit sportlich von der Johnny Warren Football Foundation gefördert. In den Jahren 2007 und 2008 erhielt er zudem ein Stipendium am NSW Institute of Sport.

### Profi beim Sydney FC
Nachdem er bereits in der Saison 2009/10 für das Jugendteam des Sydney FC in der National Youth League gespielt hatte, gehörte er in der folgenden Spielzeit erneut zum Kader der Jugendmannschaft. Wegen mehrerer verletzungsbedingter Ausfälle im Profiteam kam Petratos am 7. November 2010 gegen die Newcastle United Jets zu seinem Debüt in der A-League. In den folgenden Wochen kam der Offensivspieler regelmäßig zum Einsatz und unterzeichnete schließlich im Januar 2011 einen Profivertrag über zwei Jahre, nachdem er sich kurz zuvor einen Stammplatz in der Mannschaft erkämpfen konnte.
Von Trainer Vítězslav Lavička besonders wegen seiner Vielseitigkeit geschätzt, machte er bis Saisonende mit einem spektakulären Treffer gegen Gold Coast United und einem Doppelpack gegen die Central Coast Mariners von sich Reden. Sydney beendete die Saison als amtierender Meister auf dem neunten Tabellenrang und Petratos wurde als eine der wenigen positiven Erscheinungen hervorgehoben. In der Folgesaison 2011/12 hatte Petratos Probleme zu Einsatzzeit zu kommen, die Stürmerposition war meist von Mark Bridge oder Bruno Cazarine besetzt, die offensiven Mittelfeldpositionen füllten Terry Antonis und Nick Carle aus. In einem seiner wenigen Einsätze von Beginn an traf er gegen Brisbane Roar nach nur 36 Sekunden und hatte entscheidenden Anteil am 2:0-Erfolg, als Brisbane nach 36 Ligapartien erstmals wieder als Verlierer vom Platz ging.
Im Laufe der Saison 2012/13 kam es zu Verwerfungen zwischen Petratos und Sydney. Nachdem er zunächst unter dem neuen Trainer Ian Crook nicht mehr im Profikader berücksichtigt wurde und nur noch für das Jugendteam zum Einsatz kam, äußerte sein Berater öffentlich Unzufriedenheit über die derzeitige Situation und forderte eine Transferfreigabe. Zuvor war bereits im Mai 2012 ein Wechsel zum neu gegründeten A-League-Klub Western Sydney Wanderers gescheitert. Hinzu kam eine Auseinandersetzung während einer Trainingseinheit zwischen Petratos und Torwarttrainer Zeljko Kalac, die ebenfalls in die Öffentlichkeit transportiert wurde. Ende 2012 einigten sich schließlich Verein und Spieler auf eine vorzeitige Auflösung des Vertrages.

### Abstecher nach Malaysia
Im Dezember 2012 unterschrieb Petratos einen Ein-Jahres-Vertrag beim malaysischen Erstligisten Kelantan FA. Da die malaysische Liga nur zwei Ausländer pro Team erlaubt, und Kelantans Trainer Bojan Hodak den nigerianischen Verteidiger Obinna Nwaneri sowie den guineischen Stürmer Keita Mandjou bevorzugte, waren für Petratos nur Einsätze im AFC Cup 2013 möglich. Da er zu Saisonbeginn im Januar daher auch keine Aussicht auf Einsätze hatte, verbrachte er auf Vermittlung des Vereinspräsidenten einige Zeit zum Training beim englischen Klub Blackburn Rovers. Ende Februar wurde er von Kelantan für die Gruppenspiele des AFC Cups zurückbeordert und erzielte in der Folge vier Treffer, als sich der Klub als Tabellenerster für die K.-o.-Phase qualifizierte.
Zu seinem letzten Pflichtspiel für Kelantan kam Petratos im Mai 2013 im Achtelfinale des AFC Cups, als man durch eine 0:2-Heimniederlage gegen den Kitchee SC aus dem Wettbewerb ausschied. Im April hatte er erneut die Aufnahme in den Ligakader verpasst, weil Trainer Hodak Dickson Nwakaeme den Vorzug gegenüber Petratos gab, um Mandjou zu ersetzen. Eine Entscheidung, die bei den Fans der Mannschaft auf Unverständnis stieß.

### Rückkehr nach Australien
Im Juni 2013 gab der australische Profiklub Brisbane Roar die Verpflichtung von Petratos bekannt.

## Nationalmannschaft
Petratos, der bereits für die australische U-17 spielte, nahm 2010 mit der australischen U-20 an der AFF U-19-Meisterschaft teil und erzielte während des Turniers, das Australien als Sieger abschloss, einen Treffer gegen Südkorea. Wenig später gehörte er auch bei der U-19-Asienmeisterschaft 2010 zum Aufgebot, als Australien erst im Finale den Nachwuchsspielern aus Nordkorea mit 2:3 unterlag. Aufgrund des Erfolges war die australische U-20 im Folgejahr für die U-20-Weltmeisterschaft in Kolumbien teilnahmeberechtigt. Petratos kam dabei in allen drei Gruppenspielen zum Einsatz, Australien erreichte dabei aber nur einen Punktgewinn und scheiterte in der Vorrunde.
In der Qualifikation für das olympische Fußballturnier 2012 wurde Petratos mehrfach von Aurelio Vidmar in der U-23-Auswahl eingesetzt. Australien blieb dabei in allen sechs Spielen der entscheidenden Qualifikationsphase ohne eigenen Torerfolg und verpasste auf dem letzten Tabellenplatz liegend die Endrundenteilnahme.
Außerdem stand er im Kader für die Fußball-Weltmeisterschaft 2018 in Russland, bei der Australien in der Vorrunde nach zwei Niederlagen gegen Frankreich und Peru und einem Unentschieden gegen Dänemark noch in der Vorrunde ausschied. Petratos blieb ohne Einsatz.